# Chiese di Pisa

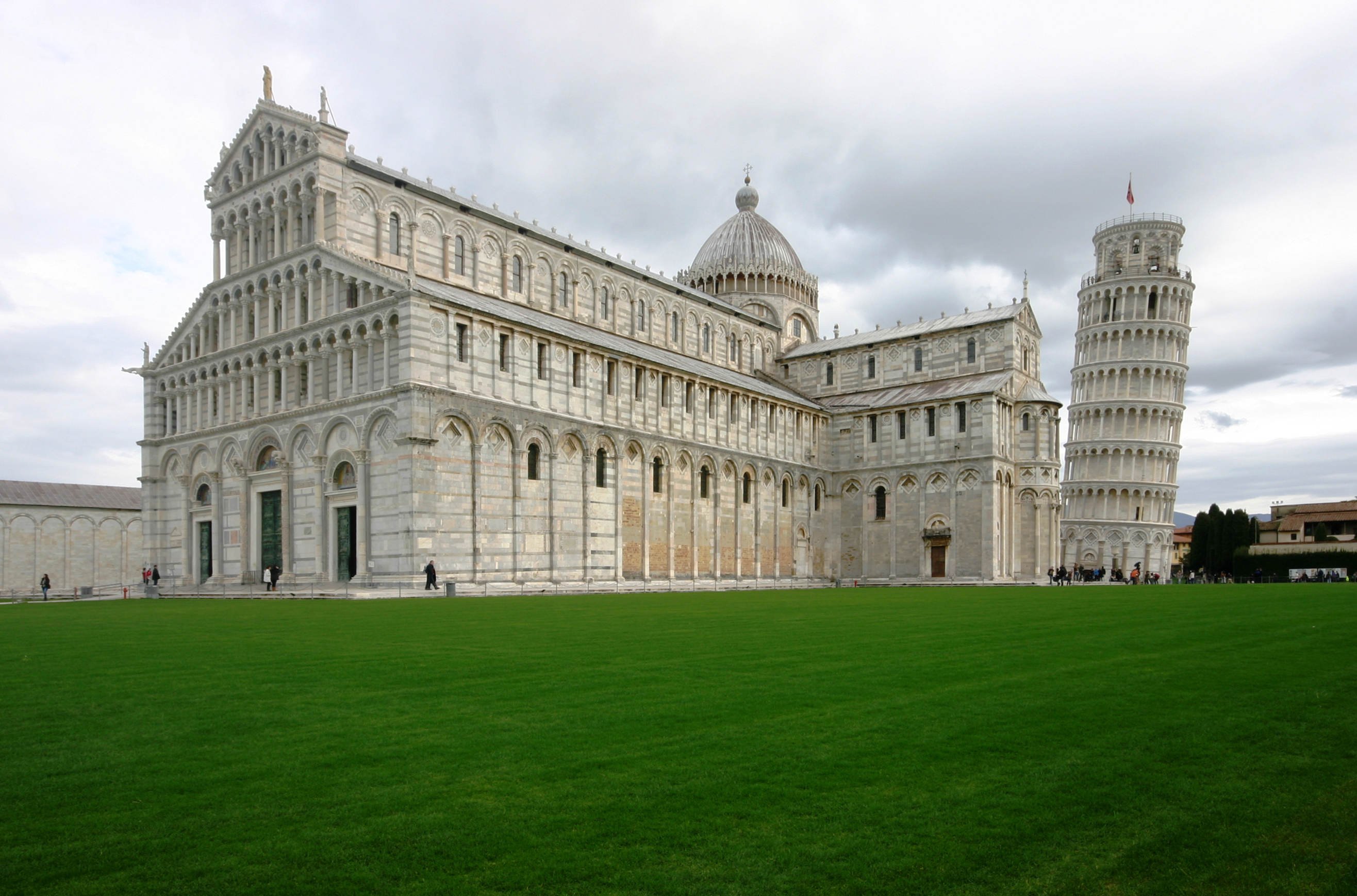
Duomo di Pisa

Lista delle chiese di Pisa.

## Inquadramento storico e artistico
A Pisa è universalmente nota la piazza del Duomo, con la cattedrale, capolavoro del romanico in Italia, il battistero e la celeberrima torre campanaria pendente. Tuttavia il panorama dell'architettura religiosa cittadina è molto più ampio, vantando numerose chiese e basiliche che, improntate allo stile romanico pisano, rappresentano un prezioso scrigno di storia e arte, tra i più antichi e meglio conservati della Toscana. Tra le più rilevanti, per antichità e prestigio, non si possono non citare la chiesa di San Paolo a Ripa d'Arno e la basilica di San Pietro Apostolo.
A ciò vanno aggiunti gli importanti esempi di epoca manierista e barocca, tra cui spicca la chiesa dei Cavalieri, fatta decorare dai duchi medicei coi migliori artisti attivi allora in Toscana.
Una parte del patrimonio chiesastico cittadino è oggi trasformato e adibito ad altri usi, culturali o abitativi.

## Chiese e oratori del centro storico

### A nord dell'Arno
- Duomo di Pisa
- Battistero di San Giovanni
- Sant'Andrea Forisportam
- Sant'Anna
- Santa Apollonia
- Santa Caterina d'Alessandria
- Santa Cecilia
- Santa Chiara
- Santa Eufrasia (sconsacrata)
- San Francesco
- San Frediano
- San Giorgio ai Tedeschi

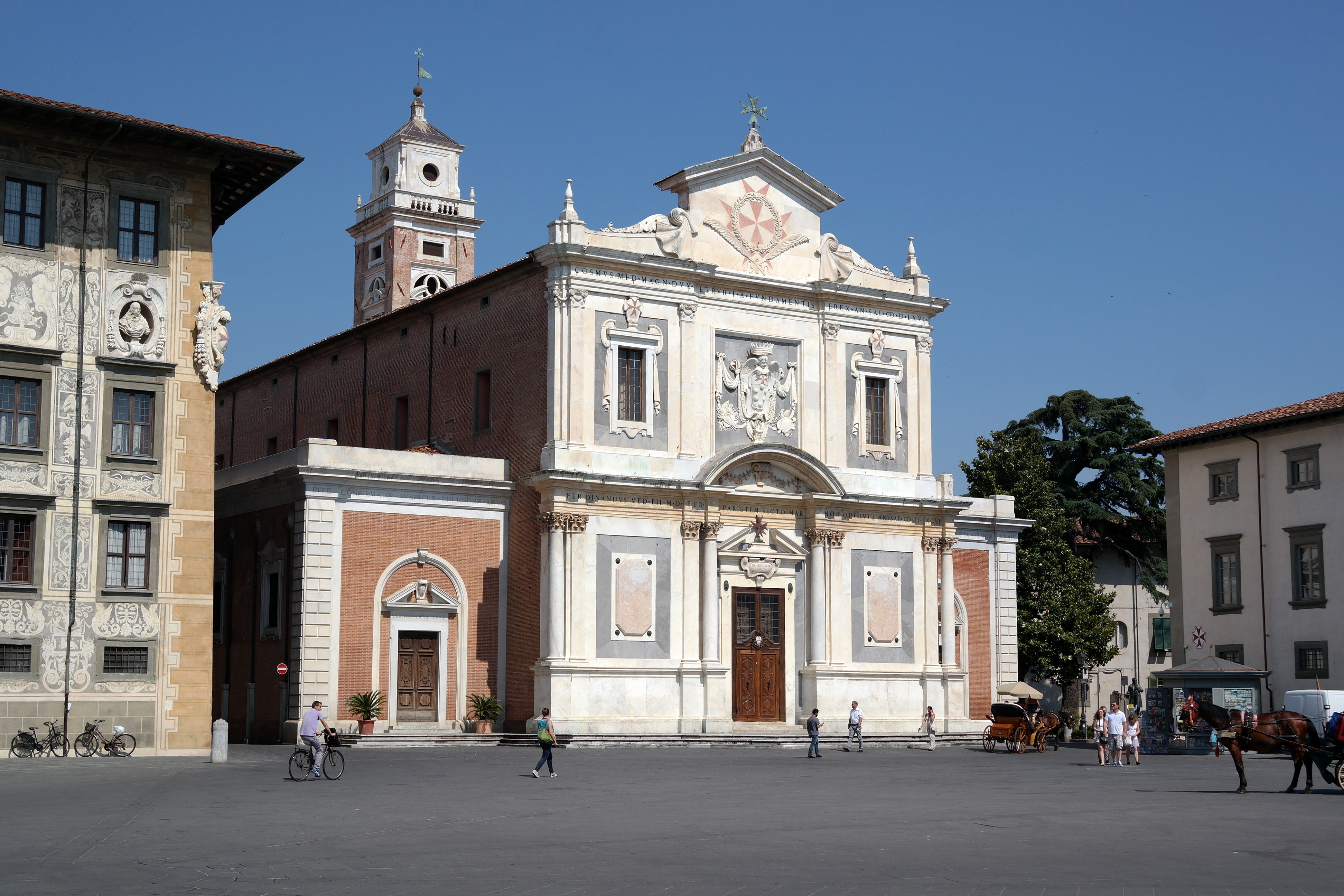
Chiesa di Santo Stefano dei Cavalieri

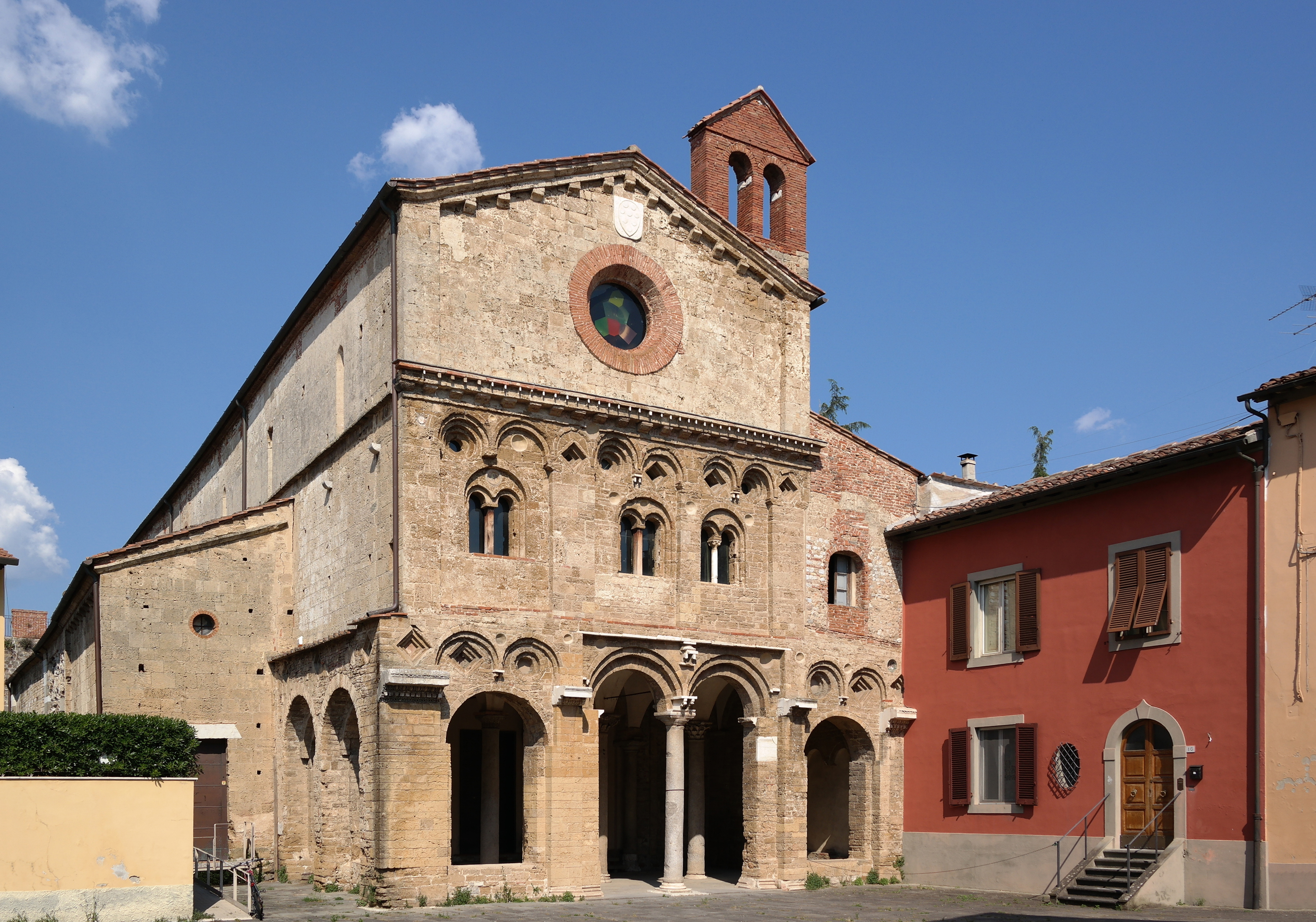
Abbazia di San Zeno

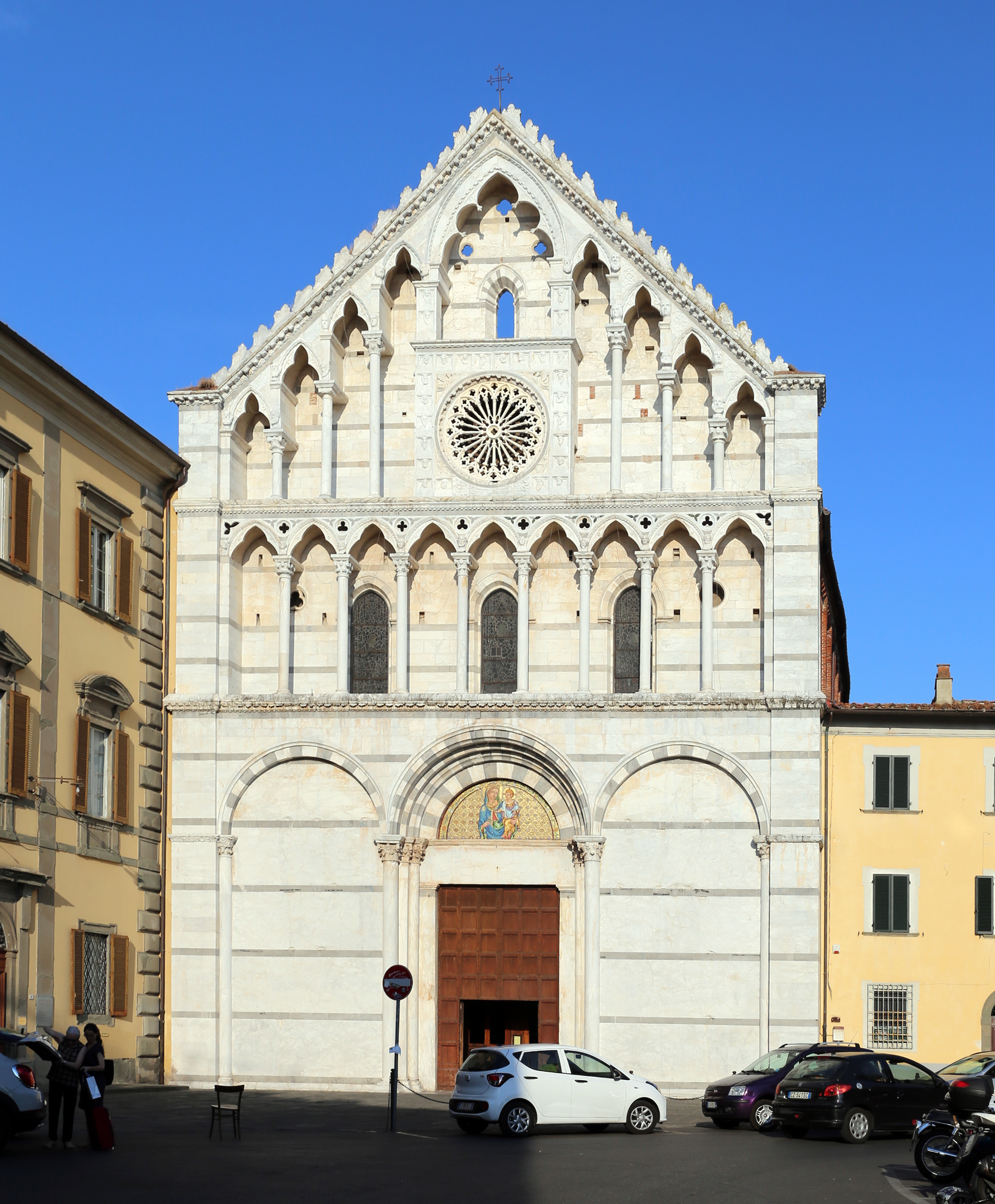
Chiesa di Santa Caterina d'Alessandria

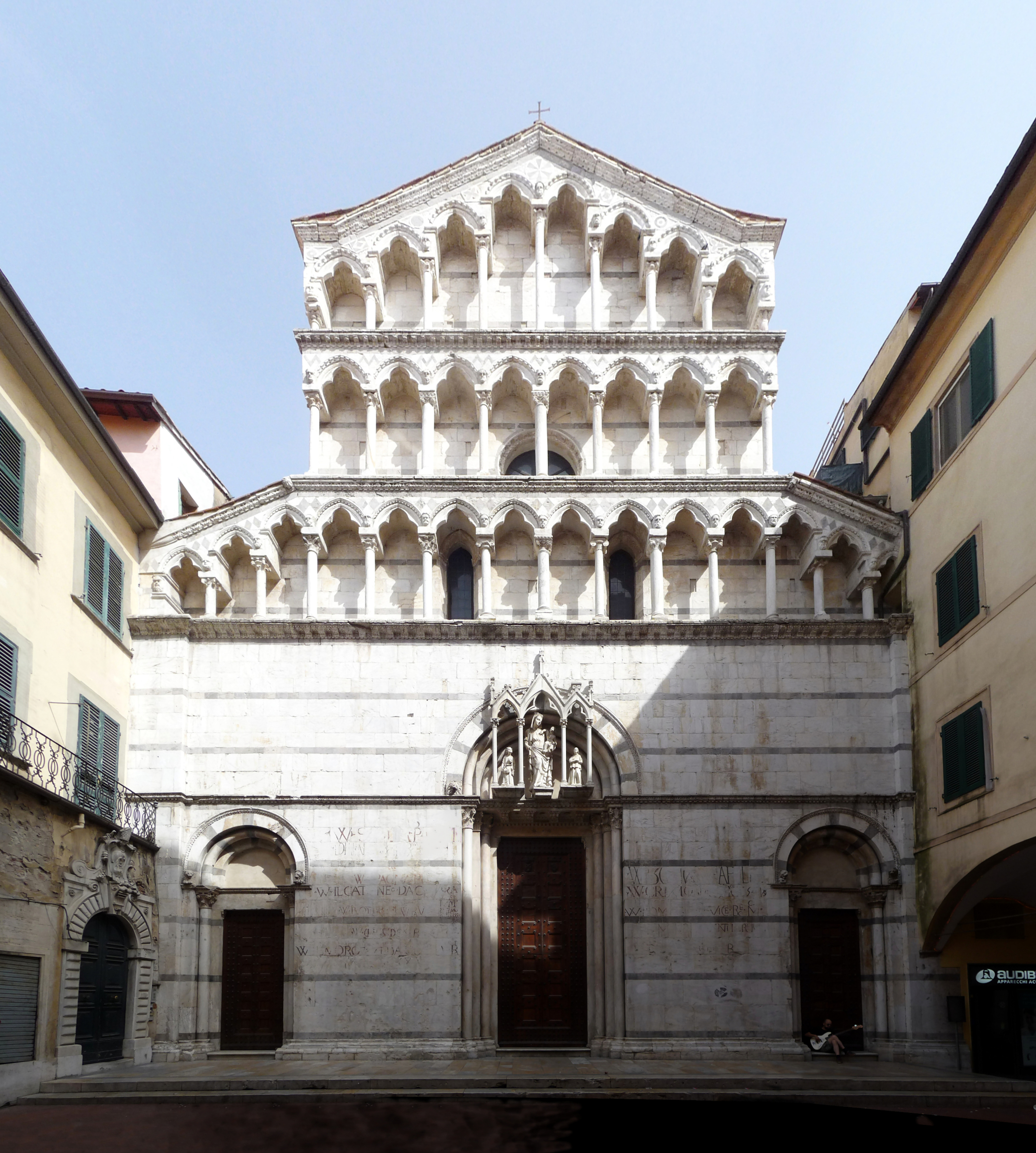
Chiesa di San Michele in Borgo

- San Giorgio a Porta a Mare (chiusa al culto)
- San Giuseppe
- San Lazzaro
- Madonna dei Galletti
- Santa Marta
- San Marco in Calcesana (sconsacrata)
- San Matteo
- San Michele in Borgo
- San Nicola
- San Paolo all'Orto (sconsacrata)
- San Pietro in Vinculis
- San Ranierino
- San Rocco
- San Silvestro
- San Sisto
- Santo Stefano dei Cavalieri
- Santo Stefano extra moenia
- San Tommaso in Ponte (o delle Convertite)
- San Torpé
- Santi Vito e Ranieri
- San Zeno

### Al sud dell'Arno
- Cappella di Sant'Agata
- Sant'Antonio Abate

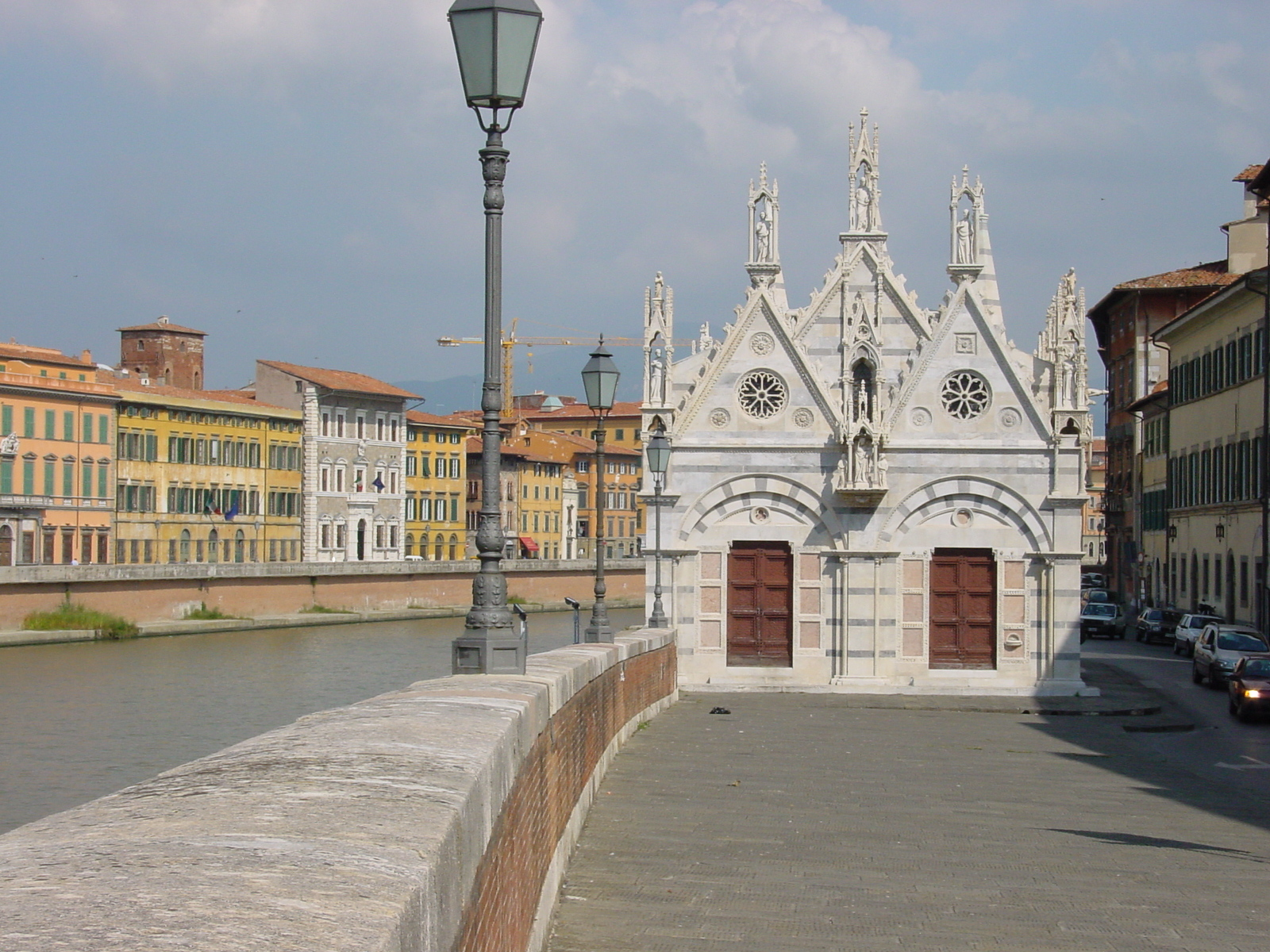
Chiesa di Santa Maria della Spina

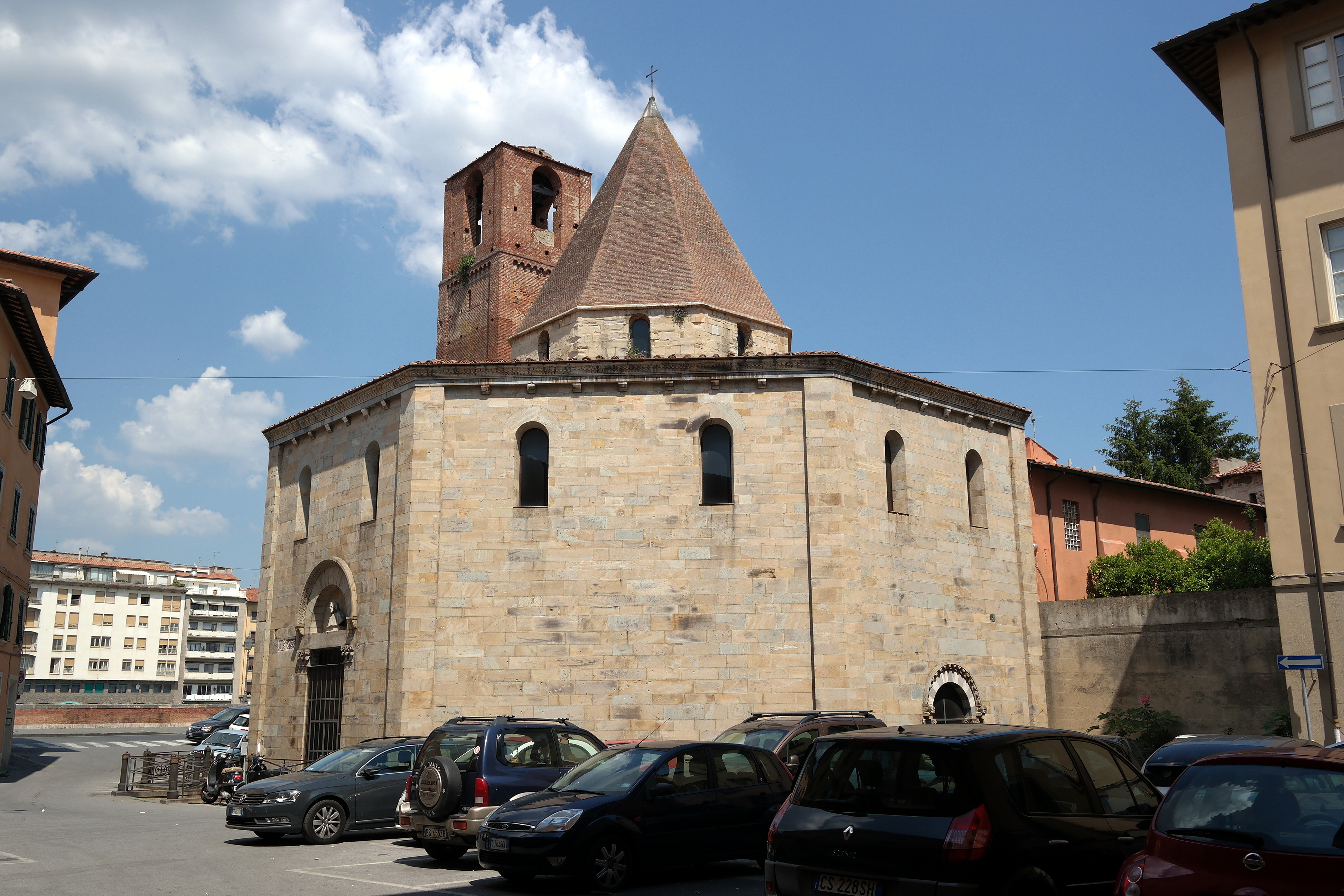
Chiesa del Santo Sepolcro

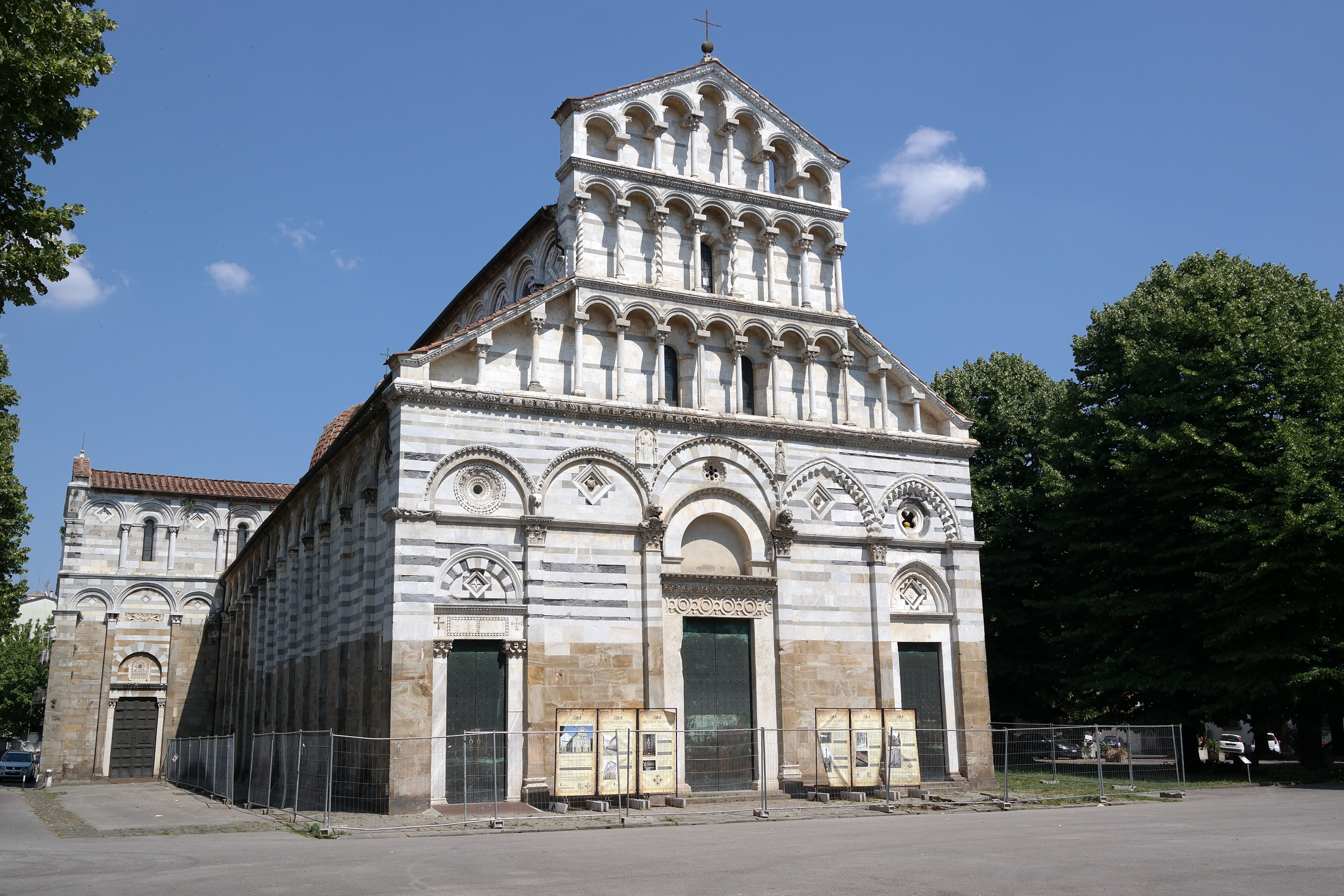
Chiesa di San Paolo a Ripa d'Arno

- Sant'Antonio in Qualconia (sconsacrata)
- San Benedetto
- San Bernardo (sconsacrata)
- Santa Cristina
- San Domenico
- Santa Maria del Carmine
- Santa Maria della Spina
- Santa Maria Maddalena
- San Martino
- San Paolo a Ripa d'Arno
- Santo Sepolcro

## Chiese e oratori fuori dal centro storico
- Oratorio di San Bernardino
- San Donnino (San Giusto)
- San Giovanni al Gatano (Porta a Mare)
- San Giusto in Cannicci (San Giusto)
- Cappella Sacrario ai Caduti di Kindu (San Giusto)
- Santa Croce in Fossabanda
- San Marco alle Cappelle
- San Michele degli Scalzi
- Santi Jacopo e Filippo (San Jacopo in Orticaia)
- Sant'Apollinare (Barbaricina)
- San Biagio in Cisanello
- San Pierino in Cisanello (sconsacrata)[1]
- San Pio X (Gagno)
- San Cosimo e San Damiano (San Marco)
- Immacolata ai Passi
- Santa Maria Madre della Chiesa (Pratale)
- Sacra Famiglia (Pisa Nova)
- Sant'Ermete
- San Ranieri (CEP)

## Chiese e oratori nelle frazioni
- San Michele Arcangelo a Oratoio

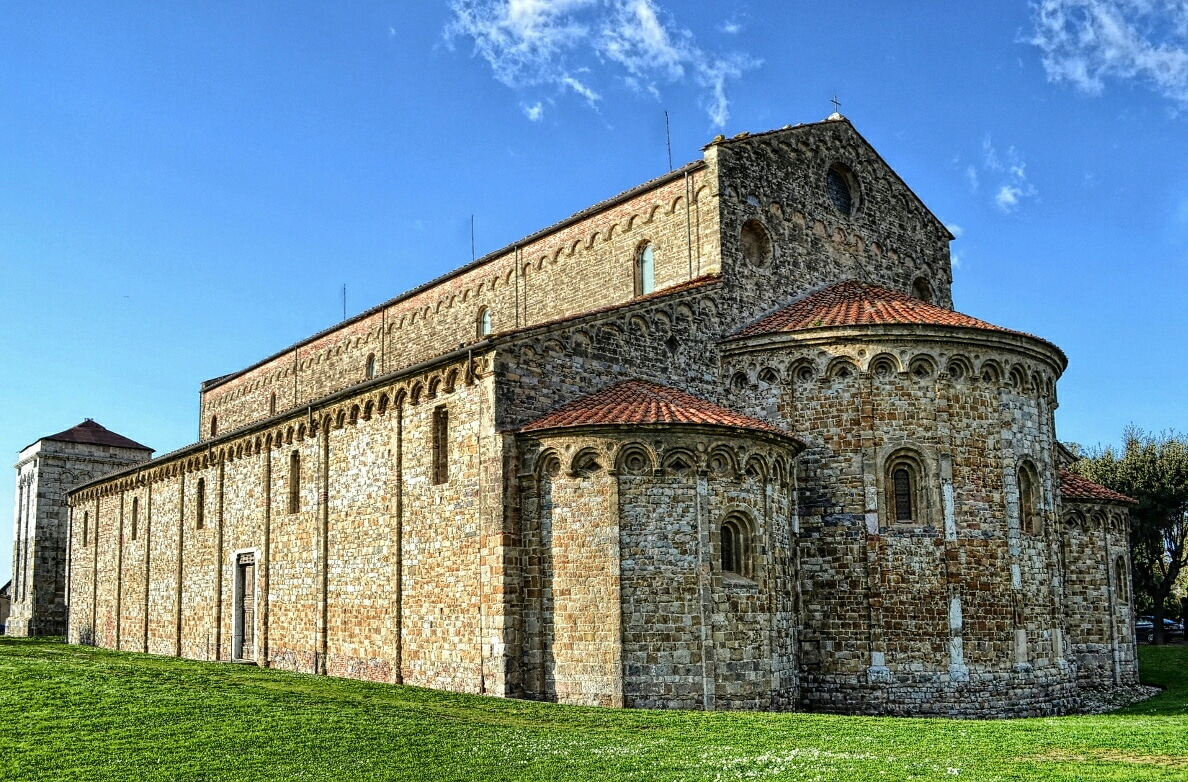
Basilica di San Pietro Apostolo

- Santi Ippolito e Cassiano a Riglione
- San Pietro Apostolo a San Piero a Grado
- Santa Maria Ausiliatrice a Marina di Pisa
- Santa Maria Assunta a Marina di Pisa
- Santa Lucia a La Vettola
- San Francesco a Tirrenia
- Santa Rosa a Calambrone
- San Giorgio a Coltano

## Altri luoghi di culto
- Sinagoga di Pisa
- Cimitero Ebraico
- Chiesa di San Giovanni de' Fieri, chiesa avventista

## Chiese scomparse

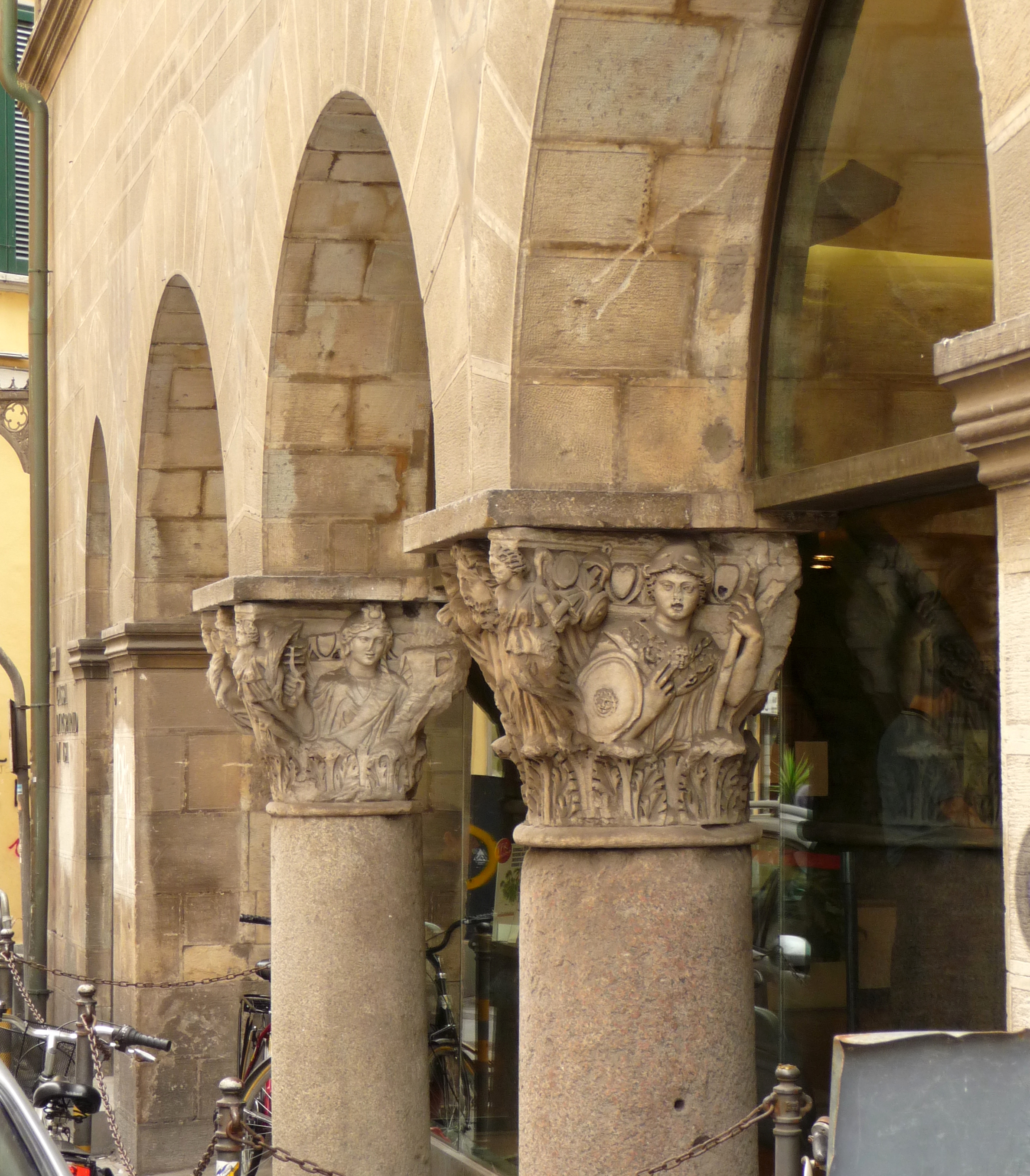
I resti della chiesa dei Santi Felice e Regolo

- Sant'Andrea in Kinzica: fondata nel 1095 insieme ad un monastero, era situata ad est del quartiere a sud dell'Arno denominato Kinzica. Nel 1440 fu demolita e ricostruita all'interno della Cittadella Nuova
- San Cristofano: fondata del 1062 vicino a piazza Clari, rimangono dei resti visibili nei muri delle abitazioni tra piazza Clari e via San Martino[2]
- Santi Felice e Regolo: attestata al XII secolo e situata in via Ulisse Dini, rimangono delle colonne con capitelli romani. Si dice che fu costruita sui resti di un tempio dedicato a Giova.[senza fonte] L'edificio attuale ospita una  filiale bancaria.[3]
- San Jacopo de Mercato (San Jacopino)
- San Leonardo in Praticello: attestata dal XII è situata in via Roma 38.[4] Rimane una porzione della facciata attualmente usata come ingresso di un ristorante.[5]
- San Lorenzo in Kinzica: fondata nel 1193 e sconsacrata nel 1748, venne demolita all'inizio del XX secolo per fare spazio a piazza Chiara Gambacorti[2]
- San Luca: situata in piazza San Luca, accanto all'odierno palazzo di Giustizia, restano le colonne visibili inglobate negli edifici[3]
- Chiesa della Madonna: piccolo chiesetta dedicata alla venerazione di un'immagine della Vergine Maria. Costruita nel 1578, era situata sul retro della chiesa di San Matteo. Fu successivamente sconsacrata nel 1787 e dopo vari riutilizzi fu definitivamente distrutta dai bombardamenti della seconda guerra mondiale. L'immagine venerata è conservata nel museo nazionale di San Matteo.
- Santa Maria della Neve/Santa Maria Vergine: situata vicino al palazzo della Sapienza, attestata dal 1080 e soppressa nel 1784 è adesso adibita a pub-ristorante.[3]
- Santa Margherita: una delle più antiche della città, è attestata dal VIII secolo e demolita nel XVIII secolo. Si notano i resti delle strutture portanti in un edificio tra via Cavalca e vicolo dei Tidi.[6]
- San Pietro in Padule, successivamente Sant'Omobono: era situata nei pressi dell'attuale piazza Sant'Omobono. È stata soppressa nel 1785 e parzialmente inglobata negli edifici antistanti.[7]
- San Sebastiano in Kinzica: attestata dalla metà del XII secolo era situata vicino alle logge di Banchi.[8] Gravemente danneggiata dai bombardamenti della seconda guerra mondiale fu demolita. Al suo posto è presente un palazzo bancario.
- Santa Lucia dei Ricucci: fondata da Cucco Ricucchi e attestata a partire dal 1176, si trovava tra via Roma e via Santa Lucia. È stata soppressa nel 1783 dall'arcivescovo Angiolo Franceschi.[9] È tuttora visibile in un edificio l'arco dell'abside in pietra.